# Boulevard de Magenta
Boulevard de Magenta (bulvár Magenta) je bulvár v Paříži. Prochází 9. a 10. obvodem. Svůj název získal podle vítězné bitvy u Magenty v Itálii, kde Sardinsko-Piemontské království a Francie pod velením generála Patrice de Mac-Mahona a Napoleona III. společně porazily 4. června 1859 rakouskou armádu.

## Poloha
Bulvár začíná v severním rohu Place de la République u křižovatky s ulicí Rue Beaurepaire a končí u křižovatky s ulicemi Boulevard de Rochechouart a Boulevard de la Chapelle. Ulice je orientována z jihu na sever, což jí vyneslo původní název Rue du Nord (Severní ulice).

## Historie
Bulvár Magenta byl proražen v roce 1855 během modernizace Paříže vedené prefektem Haussmannem nejprve v úseku mezi Rue du Faubourg-Saint-Martin a Boulevard de Rochechouart. Bulvár vedl po trase bývalé ulice Rue du Nord, která vznikla v roce 1827. Druhá část bulváru vznikla v roce 1859 mezi Place de la République a Rue du Faubourg Saint-Martin.
Bulvár vedl od Place de la Rápublique k Severnímu a Východnímu nádraží a měl být jednou z hlavních ulic v této čtvrti. Podle tehdejších nařízení mají budovy na této ulici jednotný styl: kamenné fasády, balkony ve druhém patře a pět pater. Bydlení bylo určeno pro bohatší vrstvy. Protože byl však provoz kolem nádraží velmi hustý a v jejich blízkosti vznikaly nové dílny a továrny, buržoazie se postupně přesunula na tradiční tzv. velké bulváry.
Obnovený zájem o Haussmannovu architekturu vedl pařížskou radnici na počátku 21. století k revitalizaci bulváru. V rámci stavebních úprav došlo ke omezení automobilové dopravy, vznikly samostatné pruhy pro autobusy a cyklistické stezky, bylo vysázeno 300 nových stromů. Nový prostor byl otevřen v březnu 2006.

## Významné stavby
- č. 3: Bydlel zde Jacques Bonsergent, první pařížský popravený odbojář (23. prosince 1940) nacisty
- č. 19: dům postavený v letech 1867–1869, bydlel zde architekt Paul Sédille (1836–1900) a sochař Henri-Michel-Antoine Chapu (1833–1891)
- č. 68: kostel Saint-Laurent
- č. 100: žili zde spisovatelé Alexandre Chatrian (1826–1890) a Émile Erckmann (1822–1899)
- č. 110: žil zde malíř Georges Seurat
- č. 115: žil zde podnikatel Edmond James de Rothschild
- č. 126: sídlila zde Galerie contemporaine, která vystavovala Nadarovy fotografie
- č. 155: bydlel zde malíř François-Joseph Luigi Loir (1845–1916)
- č. 170: kino Le Louxor, fasáda je chráněná jako historická památka[1]